# Municipalidade Regional de Peel

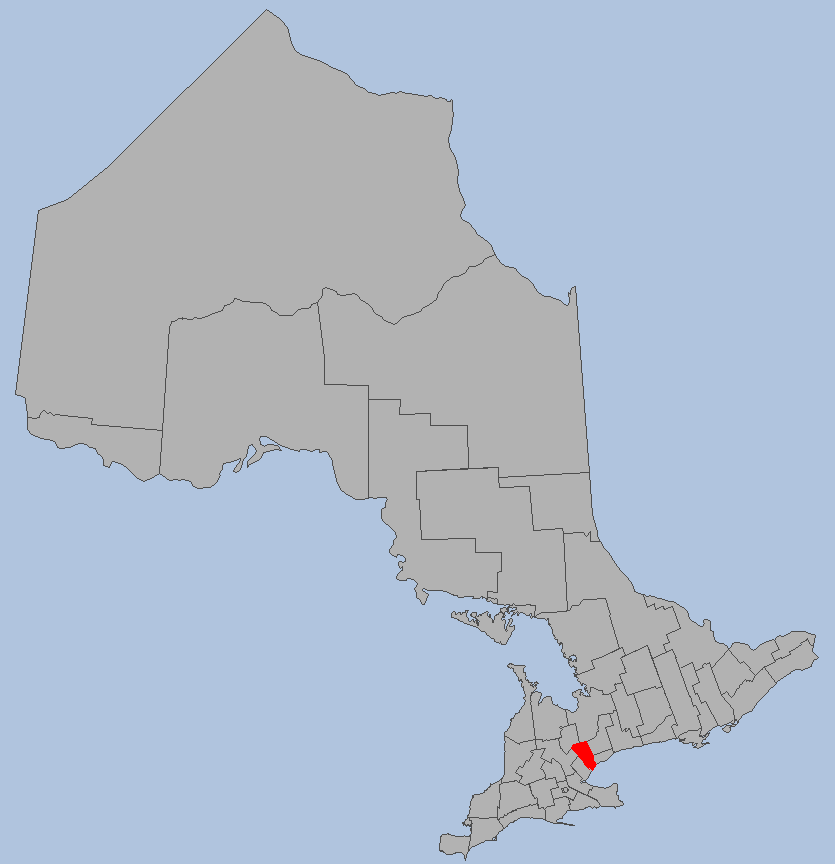
Localização da Municipalidade Regional de Peel em Ontário.

A Municipalidade Regional de Peel é uma subdivisão administrativa da província canadense de Ontário. Incorpora as cidades de Mississauga, Brampton e Caledon. Sua área é de 1 241,99 km², sua população é de 988 948 habitantes, e sua densidade populacional é de 796,3 hab/km². Devido ao seu rápido crescimento populacional, estima-se que a população da Municipalidade Regional de Peel em 2030 será de 1,6 milhão de habitantes.